# Malta (wyspa)
Malta – największa z wysp archipelagu Wysp Maltańskich, należącego do Malty. Krajobraz wyspy zdominowany jest przez pasma niskich wzgórz. Większość ludności wyspy – około 390 000 osób mieszka w zespole miejskim Valletty.

## Dane ogólne
- Powierzchnia wyspy: 245,73 km²[1]
- Maksymalna długość wyspy: 27,36 km
- Maksymalna szerokość wyspy: 14,48 km
- Długość linii brzegowej: 136,79 km
- Lotnisko: Port lotniczy Malta
- Porty morskie: Wielki Port, Malta Freeport

## Podział administracyjny
| Kod ISO 3166-2 | Local council     | Powierzchnia | Populacja (2014) | Gęstość zaludnienia |
| -------------- | ----------------- | ------------ | ---------------- | ------------------- |
| MT-01          | Attard            | 6,6 km²      | 10 650           | 1 614 os./km²       |
| MT-02          | Balzan            | 0,6 km²      | 3 958            | 6 597 os./km²       |
| MT-03          | Birgu             | 0,5 km²      | 2 629            | 5 258 os./km²       |
| MT-04          | Birkirkara        | 2,7 km²      | 22 247           | 8 240 os./km²       |
| MT-05          | Birżebbuġa        | 9,2 km²      | 9 736            | 1 058 os./km²       |
| MT-06          | Bormla (Cospicua) | 1,0 km²      | 5 395            | 5 395 os./km²       |
| MT-07          | Dingli            | 5,7 km²      | 3 608            | 633 os./km²         |
| MT-08          | Fgura             | 1,1 km²      | 11 670           | 10 609 os./km²      |
| MT-09          | Floriana          | 0,9 km²      | 2 205            | 2 450 os./km²       |
| MT-11          | Gudja             | 2,2 km²      | 2 997            | 1 362 os./km²       |
| MT-12          | Gżira             | 1,0 km²      | 8 029            | 8 029 os./km²       |
| MT-15          | Għargħur          | 2,0 km²      | 2 768            | 1 384 os./km²       |
| MT-17          | Għaxaq            | 3,9 km²      | 4 722            | 1 211 os./km²       |
| MT-18          | Ħamrun            | 1,1 km²      | 9 244            | 8 404 os./km²       |
| MT-19          | Iklin             | 1,7 km²      | 3 130            | 1 841 os./km²       |
| MT-20          | Isla (Senglea)    | 0,2 km²      | 2 784            | 13 920 os./km²      |
| MT-21          | Kalkara           | 1,8 km²      | 3 014            | 1 674 os./km²       |
| MT-23          | Kirkop            | 1,1 km²      | 2 191            | 1 992 os./km²       |
| MT-24          | Lija              | 1,1 km²      | 3 070            | 2 791 os./km²       |
| MT-25          | Luqa              | 6,7 km²      | 5 945            | 887 os./km²         |
| MT-26          | Marsa             | 2,8 km²      | 4 401            | 1 572 os./km²       |
| MT-27          | Marsaskala        | 5,4 km²      | 12 134           | 2 247 os./km²       |
| MT-28          | Marsaxlokk        | 4,7 km²      | 3 534            | 752 os./km²         |
| MT-29          | Mdina             | 0,9 km²      | 292              | 324 os./km²         |
| MT-30          | Mellieħa          | 22,6 km²     | 10 087           | 446 os./km²         |
| MT-31          | Mġarr             | 16,1 km²     | 3 629            | 225 os./km²         |
| MT-32          | Mosta             | 6,8 km²      | 20 241           | 2 977 os./km²       |
| MT-33          | Mqabba            | 2,6 km²      | 3 315            | 1 275 os./km²       |
| MT-34          | Msida             | 1,7 km²      | 8 545            | 5 026 os./km²       |
| MT-35          | Mtarfa            | 0,7 km²      | 2 572            | 3 674 os./km²       |
| MT-38          | Naxxar            | 11,6 km²     | 13 443           | 317 os./km²         |
| MT-39          | Paola             | 2,5 km²      | 7 864            | 3 146 os./km²       |
| MT-40          | Pembroke          | 2,3 km²      | 3 645            | 1 585 os./km²       |
| MT-41          | Pietà             | 0,5 km²      | 4 020            | 8 040 os./km²       |
| MT-43          | Qormi             | 5,0 km²      | 16 779           | 3 356 os./km²       |
| MT-44          | Qrendi            | 4,9 km²      | 2 752            | 562 os./km²         |
| MT-46          | Rabat             | 27,3 km²     | 11 497           | 421 os./km²         |
| MT-47          | Safi              | 2,3 km²      | 2 126            | 924 os./km²         |
| MT-48          | St. Julian’s      | 1,6 km²      | 10 232           | 6 395 os./km²       |
| MT-49          | San Ġwann         | 2,6 km²      | 12 523           | 4 817 os./km²       |
| MT-51          | Saint Paul’s Bay  | 14,5 km²     | 21 046           | 1 451 os./km²       |
| MT-53          | Santa Luċija      | 0,7 km²      | 2 997            | 4 281 os./km²       |
| MT-54          | Santa Venera      | 0,9 km²      | 6 932            | 7 702 os./km²       |
| MT-55          | Siġġiewi          | 19,9 km²     | 8 367            | 320 os./km²         |
| MT-56          | Sliema            | 1,3 km²      | 16 854           | 12 965 os./km²      |
| MT-57          | Swieqi            | 3,1 km²      | 10 064           | 3 246 os./km²       |
| MT-58          | Ta’ Xbiex         | 0,3 km²      | 1 804            | 6 013 os./km²       |
| MT-59          | Tarxien           | 0,9 km²      | 8 583            | 9 537 os./km²       |
| MT-60          | Valletta          | 0,8 km²      | 6 444            | 8 055 os./km²       |
| MT-63          | Xgħajra           | 1,0 km²      | 1 732            | 1 732 os./km²       |
| MT-64          | Żabbar            | 5,3 km²      | 15 404           | 2 906 os./km²       |
| MT-66          | Żebbuġ            | 8,7 km²      | 11 903           | 1 368 os./km²       |
| MT-67          | Żejtun            | 5,4 km²      | 11 508           | 2 131 os./km²       |
| MT-68          | Żurrieq           | 8,5 km²      | 10 823           | 1 273 os./km²       |
|                | Razem             | 246 km²      | 408 084          | 1659 os./km²        |